# Liste der Naturdenkmale in Hatten
Die Liste der Naturdenkmale in Hatten enthält die Naturdenkmale in Hatten im Landkreis Oldenburg in Niedersachsen.
Am 31. Dezember 2016 gab es nach der Statistik des Niedersächsischen Landesbetrieb für Wasserwirtschaft, Küsten- und Naturschutz im Landkreis Oldenburg insgesamt 346 Naturdenkmale im Zuständigkeitsbereich der Unteren Naturschutzbehörde.
Die vom Landkreis Oldenburg veröffentlichten Listen nennen insgesamt 354 Naturdenkmale. Von diesen liegen 25 im Gebiet der Gemeinde Hatten.

## Naturdenkmale
| Bild            | Bezeichnung                                       | Ort, Lage                        | Beschreibung | Schutzzweck | Nummer |
| --------------- | ------------------------------------------------- | -------------------------------- | --- | ----------- | ------ |
| BW              | Rotbuche an der Dorfstraße                        | (53° 3′ 19,9″ N, 8° 17′ 25,6″ O) | Buche mit langem, schlankem Schaft und hochovaler Krone, Höhe 18 m, Stammumfang 4,15 m, Kronendurchmesser ca. 19 m, Alter ca. 200 Jahre. Fläche 284 m²                                        |             | ND 501 |
| BW              | Tongrube Munderloh                                | (53° 3′ 6,9″ N, 8° 21′ 38,1″ O)  | mit Eichen, Birken und Erlen eingewachsene, ehemalige Tongrube (jetzt Wasserfläche). Fläche 22000 m²                                                                                          |             | ND 502 |
| Fotos hochladen | Sandgrube Bookholt                                | (53° 2′ 34,9″ N, 8° 22′ 23″ O)   | Kleine Feuchtflächen mit armen, sandigen Trockenstandorten seltener Pflanzenarten in aufgegebener Sandgrube. Fläche 35400 m²                                                                  |             | ND 503 |
| Fotos hochladen | Friedenseiche in Dingstede                        | (53° 2′ 41,8″ N, 8° 25′ 28,6″ O) | Friedenseiche von 1871 mit kurzem Schaft und breiter, schirmartiger Krone, Höhe 16 m, Stammumfang 3,10 m, Kronendurchmesser ca. 22,5 m. Fläche 315 m²                                         |             | ND 505 |
| BW              | Napoleoneiche in Grashorn                         | (53° 2′ 13,6″ N, 8° 23′ 50,6″ O) | 1812 gepflanzte Hofeiche, Höhe 20 m, Stammumfang 4,60 m, Kronendurchmesser ca. 21 m. Fläche 315 m²                                                                                            |             | ND 506 |
| Fotos hochladen | Stieleiche beim Holzkamp                          | (53° 2′ 2,3″ N, 8° 24′ 2″ O)     | kurzschäftige Eiche mit riesiger Krone, Höhe 23 m, Stammumfang 5,90 m, Kronendurchmesser ca. 26 m, Alter ca. 300 Jahre. Fläche 531 m²                                                         |             | ND 507 |
| Fotos hochladen | Eichenallee zwischen Dingstede und Nuttel         | (53° 2′ 4,6″ N, 8° 25′ 15,4″ O)  | landschaftsbildprägende, ca. 450 m lange Eichenallee mit geschlossenem Kronendach, Höhe ca. 16–22 m, Stammumfang 1,25 – 2,35 m. Fläche 10800 m²                                               |             | ND 508 |
| BW              | Alter Befestigungswall mit Krüppeleichen          | (53° 1′ 40,2″ N, 8° 21′ 58,6″ O) | Außergewöhnliche Wallanlage (Eschschutzwall) mit alten Kratteichen. Fläche 13800 m² |             | ND 509 |
| BW              | Kistenbergsmoor                                   | (53° 2′ 2,2″ N, 8° 16′ 34,9″ O)  | Nach dem Sturm von 1972 natürlich aufgekommener, lichter Wald in ehemaliger Moorniederung, Vorkommen seltener Pflanzen                                                                        |             | ND 510 |
| BW              | Schlatt am Kistenbergsmoor                        | (53° 1′ 57,6″ N, 8° 16′ 35,5″ O) | Verlandendes Schlatt mit Hochmoorflora, am Rande Binsenwachstum, umgeben von Kiefernbestand. Fläche 3900 m²                                                                                   |             | ND 511 |
| BW              | Jungernschlatt (Feuchtflächen im Revier Sandkrug) | (53° 1′ 37,9″ N, 8° 17′ 11,7″ O) | Ausgehobenes und verlandendes Schlatt, dazwischen Trockenstandorte. Fläche 21000 m² |             | ND 512 |
| BW              | Buchenwald Borgloh                                | (53° 1′ 1,1″ N, 8° 20′ 5,2″ O)   | Standortheimischer Buchen-Eichen-Hochwald, teils alter Baumbestand. Fläche 7400 m² |             | ND 513 |
| Fotos hochladen | Friedenseiche in Kirchhatten                      | (53° 1′ 4,4″ N, 8° 21′ 41,9″ O)  | Friedenseiche von 1871, Höhe 13 m, Stammumfang 2,95 m, Kronendurchmesser ca. 21,50 m. Fläche 250 m²                                                                                           |             | ND 514 |
| BW              | Die Dwokuhle                                      | (53° 0′ 29,5″ N, 8° 21′ 50,6″ O) | ausgehobener Tümpel mit einer Uferzone vorwiegend aus Binsen in einer Weide. Fläche 3500 m²                                                                                                   |             | 515    |
| BW              | Rackelsberg                                       | (52° 59′ 58,7″ N, 8° 19′ 1″ O)   | Typische Terrassenrandsituation im Huntetal, ausgeprägter Talrand mit anschließenden Bruchwäldern, Brachfläche, Grünland. Fläche 98750 m²                                                     |             | ND 516 |
| BW              | Hochmoorrest im Streekermoor                      | (53° 4′ 30,5″ N, 8° 16′ 26,7″ O) | Von Birkenmoorwald geprägter Hochmoorrest im Streeker Moor mit eingelagertem nährstoffarmen Weiher. Seltene Pioniervegetation an den Ufern, Moorheide, Besenheide, Torfstich. Fläche 55000 m² |             | ND 517 |
| BW              | Eiche beim Mottenkamp                             | (53° 1′ 1″ N, 8° 21′ 1,6″ O)     | landschaftsprägende Eiche mit weit verzweigter Krone, Stammumfang 3,95 m, Kronendurchmesser 17,5 m, Höhe 17 m. Fläche 180 m²                                                                  |             | ND 518 |
| BW              | Findling bei Grashorn                             | (53° 2′ 2,4″ N, 8° 23′ 52,8″ O)  | Findling von 2 m Breite, 2 m Höhe und 2 m Länge am Wegerand ca. 150 m vom natürlichen Fundort entfernt. Fläche 10 m²                                                                          |             | ND 519 |
| BW              | Eiche an der Neuhatter Straße                     | (53° 0′ 42″ N, 8° 21′ 3,5″ O)    | ortsbildprägende Eiche von 4,10 m Stammumfang, ca. 16 m Höhe, ca. 14 m Kronendurchmesser. Fläche 150 m²                                                                                       |             | ND 520 |
| BW              | Douglasie im Barneführer Holz                     | (53° 1′ 17,4″ N, 8° 15′ 30,2″ O) | 1843 als eine der ersten Douglasien Deutschlands gepflanzt. Stammumfang 3,40 m, Höhe 28,5 m Höhe, Kronendurchmesser 10 m. Fläche 80 m²                                                        |             | ND 521 |
| BW              | Sechs Eichen am Wöschenweg                        | (53° 1′ 22,5″ N, 8° 19′ 3,2″ O)  | 6 landschaftsbildprägende Eichen von gedrungenen Wuchs an der Straßenberme, davon eine mit Stammumfang 4,50 m, Höhe 13 m, Kronendurchmesser 19 m. Fläche 3500 m²                              |             | ND 522 |
| BW              | Doppelbuche beim Kirchwisch                       | (53° 0′ 7,2″ N, 8° 18′ 49,7″ O)  | mächtige landschaftsbildprägende Doppelbuche; linker Baum von 3,43 m Stammumfang; rechter Baum von 3,50 m Stammumfang, Höhe 20 m. Fläche 500 m²                                               |             | ND 523 |
| BW              | Findling in Sandhatten                            | (53° 0′ 31,3″ N, 8° 19′ 1,5″ O)  | Findling von 3,95 m Länge, 2,20 m Breite und 1,85 m Höhe, ca. 350 m von seinem natürlichen Fundort entfernt an einer Wegegabelung. Fläche 10 m²                                               |             | ND 524 |
| Fotos hochladen | Geermoor                                          | (53° 1′ 0,7″ N, 8° 23′ 49,2″ O)  | Wiedervernässtes Kleinmoor mit randlichem Birkenmoorwald. Vorkommen hoch- und übergangsmoortypischer Pflanzenarten. Fläche 40986 m²                                                           |             | ND 525 |
| BW              | Eiche am Hasenkamp                                | (53° 2′ 48,3″ N, 8° 25′ 31,9″ O) | Mächtige Eiche. Höhe 16 m, Stammumfang ca. 3,80 m. Fläche 300 m² |             | ND 526 |